# Matthew Shepard

Matthew Wayne Shepard (1. december 1976 – 12. oktober 1998) var en 21-årig amerikansk studerende på University of Wyoming, som blev tortureret og myrdet nær Laramie, Wyoming i oktober 1998. Han blev angrebet natten mellem den 6. og 7. oktober og døde på Poudre Valley Hospital i Fort Collins, Colorado, den 12. oktober af alvorlige kvæstelser i hovedet.
Under retssagen udtalte vidner, at Shepard var blevet angrebet, fordi han var homoseksuel.

## Mordet
Kort efter midnat den 7. oktober 1998, mødte Matthew Shepard, Aaron McKinney og Russell Henderson på Fireside Lounge i Laramie, Wyoming. McKinney og Henderson havde tilbudt Shepard en tur i deres bil. Efter at han indrømmede, at han var homoseksuel, blev han røvet, pisket og tortureret, og bundet til et hegn, Shepard blev opdaget 18 timer senere af Aaron Kreifels, der oprindeligt forvekslede Shepard med et fugleskræmsel. Da han blev opdaget var han stadig i live i koma. 
Shepard havde lidt et brud på bagsiden af hovedet og foran hans højre øre. Han havde alvorlige hjerne skader, som der ramte hans krops evne til at regulere hans hjertefrekvenser, hans kropstemperatur og andre vitale funktioner. Der var også en halv rift omkring hans hoved, hans ansigt og hals. Hans skader blev vurderet som for svær for lægerne at operere.
Shepard genvandt aldrig bevidstheden, Han blev erklæret død klokken 00:53 den 12. oktober 1998 på Poudre Valley Hospital i Fort Collins, Colorado. Politiet havde anholdt McKinney og Henderson kort tid efter, og fandt en blodig pistol samt ofrets sko og tegnebog i deres lastbil.
Henderson og McKinney havde forsøgt at overtale deres veninder til at give et alibi.